# Уари (провинция)
Уари (исп. Provincia de Huari , кечуа Wari pruwinsya) — одна из 20 провинций перуанского региона Анкаш. Площадь составляет 2 772 км². Население по данным на 2007 год — 62 598 человек. Плотность населения — 22,58 чел/км². Столица — одноимённый город.

## География
Расположена в восточной части региона. Граничит с провинциями: Уарас и Каруас (на западе), Асунсьон (на северо-западе), Карлос-Фермин-Фицкарральд и Антонио-Раймонди (на севере), Рекуай (на юго-западе), Бологнеси (на юге), а также с регионом Уануко (на востоке).

## Административное деление
В административном отношении делится на 16 районов:
- Уари
- Анра
- Кахай
- Чавин-де-Уантар
- Уакачи
- Уакчис
- Уачис
- Уантар

- Масин
- Паукас
- Понто
- Рауапампа
- Рапаян
- Сан-Маркос
- Сан-Педро-де-Чана
- Уко